# Ansambl
Ansambl (z fr. ensemble – razem, zespół) – utwór dla kilku instrumentalistów lub kilku śpiewaków solistów, a także zespół śpiewaków solistów o różnych barwach głosu.